# 阿拉善左旗露天煤矿坍塌事故
阿拉善左旗露天煤矿坍塌事故，国务院称之为内蒙古阿拉善新井煤业有限公司露天煤矿“2·22”特别重大坍塌事故，其他报道又称阿拉善左旗露天煤矿滑坡事故，是2023年2月22日13点16分发生于内蒙古阿拉善左旗新井煤业露天煤矿的严重坍塌事故，造成53人死亡（早期报道称53人“失联或死亡”）、6人受伤，直接经济损失20430.25万元人民币。事件发生时，有数十人及车辆被掩埋。事件发生后，救援人员找到了6名幸存者以及6名遇难者尸体。
在现场失联人员里，以宁夏青铜峡市及周边县市的人居多，年龄从20到50岁不等，其中有很大一部分人都是近两年才到新井煤矿工作，有的才去了十来天。当中很多人此前从未有过煤矿的工作经历，但因为种种因素，选择了去矿上寻找出路。

## 背景
- 阿拉善左旗气候干旱、人口稀少。当地经济主要依赖煤炭及其他原材料的开发。阿拉善盟政府所在的阿拉善左旗，为拥有蒙、汉、回、满、朝鲜、达斡尔、哈萨克、维吾尔等14个民族的多族群地方旗。其中，仍以汉人居多。该旗因沙化面积扩大，为沙尘暴所苦。另外，该旗拥有不少非法煤矿，不过该地方政府已注意此趋势并加以整顿。
- 过去十年来，中国矿山安全虽然有所改善，但矿难事故仍然频繁发生，特别是一些简陋煤矿中，保障矿井安全的规章制度并没有得到认真的执行。去年12月，新疆一座金矿发生坍塌事故，一度令40名矿工被困井下。
- 内蒙古矿难是在中国当局要求煤炭企业增加产量的背景下发生的。在2021年出现严重的电力短缺之后，中国要求煤炭行业增加产量。中国既是世界上最大的可再生能源生产国，也是世界上最大的火力发电的国家。
- 中国矿山安全监察局2023年3月发布的统计数据显示，2022年矿山事故（造成的）死亡人数高达245人，是六年来死亡人数最多的一年。而一年前，政府曾发出提高煤炭产量的要求。 中国是世界上最大的煤炭生产和消费国。2021年底，中国电力供给出现严重不足，导致煤炭价格暴涨四倍，政府随即提出了煤矿提高产量的要求。2022年，中国煤炭产量提高了9%，达到了创纪录的45亿吨。  中国是矿山事故最为频繁的国家，但在截至2021年的十年间，由于中国关闭了一些产能过剩的矿井，并加强了安全监督，煤矿事故以及死亡人数一直在逐年下降。  然而，2022年开始情况开始出现逆转。中国矿山安全监察局的数据显示，2022年，中国共计发生了168起不同程度的煤矿事故，比2021年的91起增加了近一倍。
- 中国官方媒体报道称，本周发生坍塌事故的煤矿，原本关闭了三年，直到2021年四月重新启用。本周发生煤矿事故后，安全监督机构已经要求内蒙古的煤矿开展安全检查。专家们表示，随着中国浅层煤炭的日益枯竭，矿工被迫纵深作业，这也进一步增加了安全风险。中国去年共批准了两亿六千万吨的新矿开采，并重新开启了多处本已停产的矿井。中国矿山安全监察局2023年1月曾表示，提高采矿安全的任务非常艰巨，"但我们既要确保煤炭供给安全，也要保障安全生产。"[5]

## 矿场先前
| 运营公司 | 内蒙古新井煤业有限公司                                                               |
| 母公司   | 内蒙古新井煤业有限公司                                                               |
| 地址     | 内蒙古自治区·阿拉善盟·阿拉善左旗·嘉尔嘎勒赛汉镇·巴兴图嘎查                           |
| 地理坐标 | 37.965931,105.662655                                                                 |
| 状态     | 2017-2021.4停产。2021.4后重新启用，2023.2.22后停产(具体时间不详，矿场的具体状态不详) |
| 生产规模 | 90万吨／年                                                                           |
| 资源储量 | 322万吨                                                                              |
| 可采储量 | 211.89万吨                                                                           |
| 煤种     | 不粘煤（动力煤）                                                                     |
| 煤矿面积 | 1.3348k㎡                                                                            |
| 煤矿种类 | 露天开采                                                                             |
| 运营时间 | 2021年                                                                               |

新井煤矿位于阿拉善左旗孪井滩生态移民示范区，在青铜峡市的西边，以前名字就叫青铜峡市新井煤业有限公司，最早是青铜峡市的集体企业，2013年才改名内蒙古新井煤业有限公司。从青铜峡市区有一条路直通矿上，路面之前被大车压坏了，2022年又重新翻修，又铺上了崭新的沥青。从市区出来后，向着山里出发，在不同的路口都有交通指示牌，指向"新井"方向，很难迷路，在平时，去矿上只要四五十分钟。当地出租车司机经常跑这条路，因为没有固定的班车去矿上，所以很多工友都是打出租去上班。2021年矿上的人多起来后，这条线上的跑车生意也好了很多。
1999年9月2日内蒙古新井煤业有限公司（Alxa Left Banner Xinjing Coal Mine）成立，法定代表人为王学云，注册资本为5000万元人民币，统一社会信用代码为91152921625085403W，企业地址位于内蒙古自治区阿左旗嘉尔嘎勒赛汉镇巴兴图，所属行业为煤炭开采和洗选业，经营范围包含：煤炭的生产及销售，煤矿机械设备及配件销售。
2008年浙江天台人陈逢干买下新井煤矿，开始从井下矿转变为露天矿。2011年3月，宁夏人路伏国、韩建华出资6.4115亿买下了新井煤业股份。
2015年、2016年，新井煤业发生“11·12”和“9·18”两起生产安全事故，共造成二人死亡，事故发生后未向任何管理部门报告，主观瞒报，于2017年被监管部门罚款990万元，勒令停产3年。2020年10月，新井煤矿经过改扩建后复工。矿区工程承包商变成了“内蒙古宏鑫垚土石方工程有限公司”（以下简称宏鑫垚土石方公司），法定代表人是银川人马兴洪。新井煤业股东多次成为被执行人并被限制高消费，失信总金额达人民币7亿元之多。公司主体也多次被处罚，但未整改到位，仍强撑运作。
该煤矿在去年被矿山安全监察局检查出7大安全问题。其中包括主运输道路未设置限速、道口等路标；矿场滑坡区域未设警示标志；不如实填绘采剥工程平面图、运输系统图；煤矿安全员无证上岗作业；车间氧气瓶与乙炔瓶放置在一块；煤矿矿领导未按规定认真填写交接班记录簿，未说明采坑存在的问题、安全状况等。
| 内蒙古自治区建设煤矿生产能力情况（截至2022年1月31日） |                            |          |          |                      |                      |                        |                       |      |
| 序号                                                  | 煤矿名称                   | 建设类型 | 开采方式 | 建设规模（万吨／年） | 新增产能（万吨／年） | 核准（审批）机关       | 文 号                 | 备注 |
| 43                                                    | 内蒙古新井煤业有限公司煤矿 | 技术改造 | 露天     | 90                   | 30                   | 内蒙古自治区煤炭工业局 | 内煤局字〔2012〕323号 |      |

截至2023年4月8日，该矿也未获得正式生产的核准（该矿一直是在技术改造中的建设煤矿，不可以进行生产），但该矿（在这次大型矿难发生前）早已开始违规生产。

## 事故发生时
2023年2月22日上午7点，工人去上早班，发现夜班发生的塌方土石堆在地上，“他们用几台车正在处理。”此次滑坡事故发生前，新井煤矿就发生过明显的小型滑坡。
2023年2月22日下午13点10分左右，事故前6分钟，挖掘机司机李麟拍了一段13秒的视频发给妈妈。山体上石粉流动，生产队长却在对讲机里催促大家下坑。视频中，红色山体上，土石渣像泉水一样簌簌滑落，矿工们犹豫着不肯前进，生产队长急促的声音在对讲机里响起，“没有事，没有事，都往里下，往里下！”他还喊着，“78号挖机咋回事？渣车，你装你的就行了。”司机们只能往下开。
2023年2月22日下午13点16分，滑坡发生了，巨大的山体如大坝泄洪般倾泻而下，滑坡长度约400米，对讲机里，安全员突然大喊，“快，边上的机械全部往出撤！往出撤！”挖机司机王铎急忙开着备用挖机后退几十米。他原本开的挖机那天出了电路故障，银川的挖机销售商派来两名维修师傅，下到坑底维修。
下午12:50开工后，王铎到坑底把对讲机、水杯拿上来，下午1点多去开备用车，再次下矿坑的半路上，目睹了滑坡的一幕。现场有数十人及车辆被掩埋。“就跟蚂蚁一样，都在那儿活动。”。王铎如此形容滑坡的短短几十秒里，挖机、渣车的应急反应，“那些车头朝外的渣车还好，跑了一段；有一部分车头朝里的，滑坡的时候着急想掉头往外冲，但是已经来不及了。如果不后退，我也会被埋在里面。”

## 救援过程以及后续

#### 2023年
2月23日 0:30，核实以后还处于失联状态的人员是51人。目前已经到达现场的救援队伍有11支，470人左右，130多辆大型的救援机械。李中增介绍，塌方量巨大，救援难度很大。各方的救援力量、包括周边地区的救援力量还在陆续赶赴现场。 
2月23日 22:30，已经救出12人，其中6人生还，6人死亡，47人失联。
2月24日，公开报道称，有23支抢险救援队伍共1155人参与救援。截至当日14时，已经搜救出12人，其中6人生还，6人死亡，尚有47人失联。北京应急管理部当时曾发出"全力以赴"对47名失联工人进行搜救的命令。因坍塌体量巨大，且存在二次垮塌的风险，现场救援曾一度陷入困境。
2月25日，据央视新闻消息，根据专家组制定的救援方案，坍塌体东西两侧救援通道已经全部打通，更多机械进入现场进行不间断救援。
3月2日，一位一直在现场守望的家属称，又有3名遇难者被挖出。这意味着仍有44人失联（据有关人员说法，非官方通报）。
3月7日，官方证实了内蒙煤矿坍塌事故造成53人“失联或死亡”。2023年两会期间应急管理部部长王祥喜承认，过去两周来，救援人员未能找到更多的失联工人。他强调，今后工作的重点将聚焦于避免此类事故再度发生。王祥喜同样对官方的《中国青年报》表示，坍塌事件造成了53人失联或死亡, "这令我们非常痛心。这个教训十分深刻，下一步将把防止重特大事故作为工作的重中之重，有关机构今后将加强安全管理，及时清除风险隐患，并在高危领域推动自动化生产。
6月20日，内蒙古自治区应急管理厅接连发布了今年1-4月及1-5月的安全生产形势总体情况。其中没有失联人口的报告，以此正式向公众宣布剩余的53名困在阿拉善矿中的工人全数遇难。有权威人士向澎湃新闻表示，新井煤矿坍塌事故的搜救工作已结束，失联人员已确认无生命体征，所以全部记为死亡。

## 事故发生过程和调查
最初，事发煤矿以及国家矿山安全监察局（NMSA）都没有就媒体的问询做出回应。
2023年8月下旬，国务院常务会议审议通过了内蒙古阿拉善新井煤业有限公司露天煤矿“2·22”特别重大坍塌事故调查报告。

## 后续赔付与处理
2023年3月22日，在内蒙古新井煤业有限公司“2.22”坍塌事故发生30天后，仍无新消息。上次数据更新停留在2月24日，官方通报已搜救出12人，其中6人生还、6人死亡，尚有47人失联。一位一直在现场守望的家属称，据有关人员说法，3月2日又有3名遇难者被挖出。这意味着仍有44人失联。
这30天对家属们来说委实难熬。很多家属赶到阿拉善、青铜峡，等着从救援现场传来消息，或者遇难家人遗体。自3月11日开始，多位家属在现场看到，“救援的车辆，从几十辆减到十几辆，又一下子跌到3辆。他们担心，救援工作是不是不开展了。”
中华人民共和国应急管理部2023年8月29日发布调查报告，称此次事故的直接原因是“未按初步设计施工，随意合并台阶，形成超高超陡边坡，在采场底部连续高强度剥离采煤，致使边坡稳定性持续降低，处于失稳状态，边帮岩体沿断层面和节理面滑落坍塌，加之应急处置不力，未能及时组织现场作业人员逃生，造成重大人员伤亡和财产损失”，国务院事故调查组将此次事故定性为“企业在井工转露天技改期间边建设边生产，违法包给不具备矿山建设资质的施工单位长期冒险蛮干，相关部门监管执法“宽松软虚”，地方党委政府失管失察，致使重大风险隐患长期存在而导致的生产安全责任事故”。同日，中央纪委给予分管能源部门和安全生产的内蒙古自治区党委常委、政府副主席黄志强（其本人亦为中共第二十届中央委员会候补委员）党内警告处分，给予曾于2018年9月至2023年2月先后担任阿拉善盟盟长、盟委书记的内蒙古自治区政府副主席代钦党内严重警告处分。
截至2023年8月，新井煤矿实际控制人韩建华、内蒙古宏鑫垚土石方工程有限公司法定代表人马兴洪等19人涉嫌重大责任事故罪等，被内蒙古自治区公安机关立案侦查，其中13人已被检察机关批准逮捕；而在事故中涉嫌违纪违法的42名公职人员中，来自孪井滩生态移民示范区发展改革和经济统计局的4人及来自国家矿山安全监察局内蒙古局监察执法一处的2人因涉嫌严重违纪违法和职务犯罪，正在接受纪律审查和监察调查，其余36人则分别受到党内严重警告、撤销党内职务、留党察看等处分。

## 各方反应

### 中国政府
习近平高度重视并作出重要指示，内蒙古阿拉善左旗新井煤业有限公司露天煤矿坍塌事故造成多人失联和人员伤亡，要千方百计搜救失联人员，全力救治受伤人员，妥善做好安抚善后等工作。要科学组织施救，加强监测预警，防止发生次生灾害。要尽快查明事故原因，严肃追究责任，并举一反三，杜绝管理漏洞。当前全国两会召开在即，各地区和有关部门要以时时放心不下的责任感，全面排查各类安全隐患，强化防范措施，狠抓工作落实，更好统筹发展和安全，切实维护人民群众生命财产安全和社会大局稳定。
李克强批示此次事故失联人员多，要全力搜救被埋人员，保障救援安全，妥为做好善后处置工作。同时，尽快查明事故原因，及时准确发布信息，依法依规严肃处理。全国两会召开在即，国务院安委会、应急部要督促各地全面落实安全生产责任和措施，加大重大隐患整治力度，坚决防范重特大事故发生，确保人民群众生命财产安全。
国家矿山安全监察局2023年1月表示，提高采矿安全的任务非常艰巨，"但我们既要确保煤炭供给安全，也要保障安全生产。"
中国中央电视台报道称，当周发生坍塌事故的煤矿，原本关闭了三年，直到2021年四月重新启用。本周发生煤矿事故后，安全监督机构已经要求内蒙古的煤矿开展安全检查。
中国自然资源部在事故发生后派出6个督导检查组分赴12个省（区、市）开展自然资源领域安全生产重大隐患专项整治督导检查，完善矿产资源勘查和开发相关制度。且提前启动2023年度地质灾害气象预警，以应对地质灾害防范工作。
中华人民共和国应急管理部曾在2023年2月24日的内蒙古与宁夏进行过情况通报和新闻发布会，此后无任何回应。

### 媒体评论[23]
作为世界第一大耗碳大国，中国正在面临一场严重的能源转型与挑战，在2021年，中国多地遭遇停电危机，在2022年的各地工业也有较大的停电危机，为了弥补当前的供给缺口，只能暂缓煤矿的安全来保证供电的保障。主要危机为2022年中国高温导致的四川、重庆长时间断电事件和2021年中国大陆停电限电事件的东北地区用电限制与山西洪灾导致煤矿产能受限，自从2020年中国大陆停电限电事件，中国境内部分地区被指存在大量能源缺口，随着中国浅层煤炭的日益枯竭，矿工被迫纵深作业，这也进一步增加了安全风险。
中国2022年共批准了两亿六千万吨的新矿开采，并重新开启了多处本已停产的矿井，内蒙古政府在2021年与2022年多次要求几百家煤矿增加产量且忽视安全监督，导致了部分安全事故的发生，2022年死于矿难人口是2016年-2022年最多的一年。大部分矿工为劳务派遣工，安全保障较少。

### 专题报道
百度跟进 —— 阿拉善左旗露天煤矿坍塌事故  （页面存档备份，存于）